# 内転筋管
内転筋管（ないてんきんかん、Adductor canal）は大腿下部内側から後部にかけてある管状の構造物で、大腿動脈、大腿静脈、伏在神経が通る。ハンター管とも呼ばれる。

## 概要
大内転筋の腱膜が、内側広筋に下りてきて内側にへばりつき、管ができる。これが内転筋管となる。体にある太い血管は伸側ではなく屈側を通過する。これは伸側に太い血管が通過すると繰り返しの伸展により伸びてしまうからである。足に関しては、股関節では屈側が前面であるが、膝関節では後面となる。そのため、大腿動静脈は大腿部では前面、下腿部では後面を通る。その前面から後面に移る部分で大腿動静脈が通る管が内転筋管である。伏在神経は大腿動静脈を一緒に内転筋管に入るが途中で別れ内転筋管から出てくる。内転筋管の出口を内転筋腱裂孔という。